# Piretro

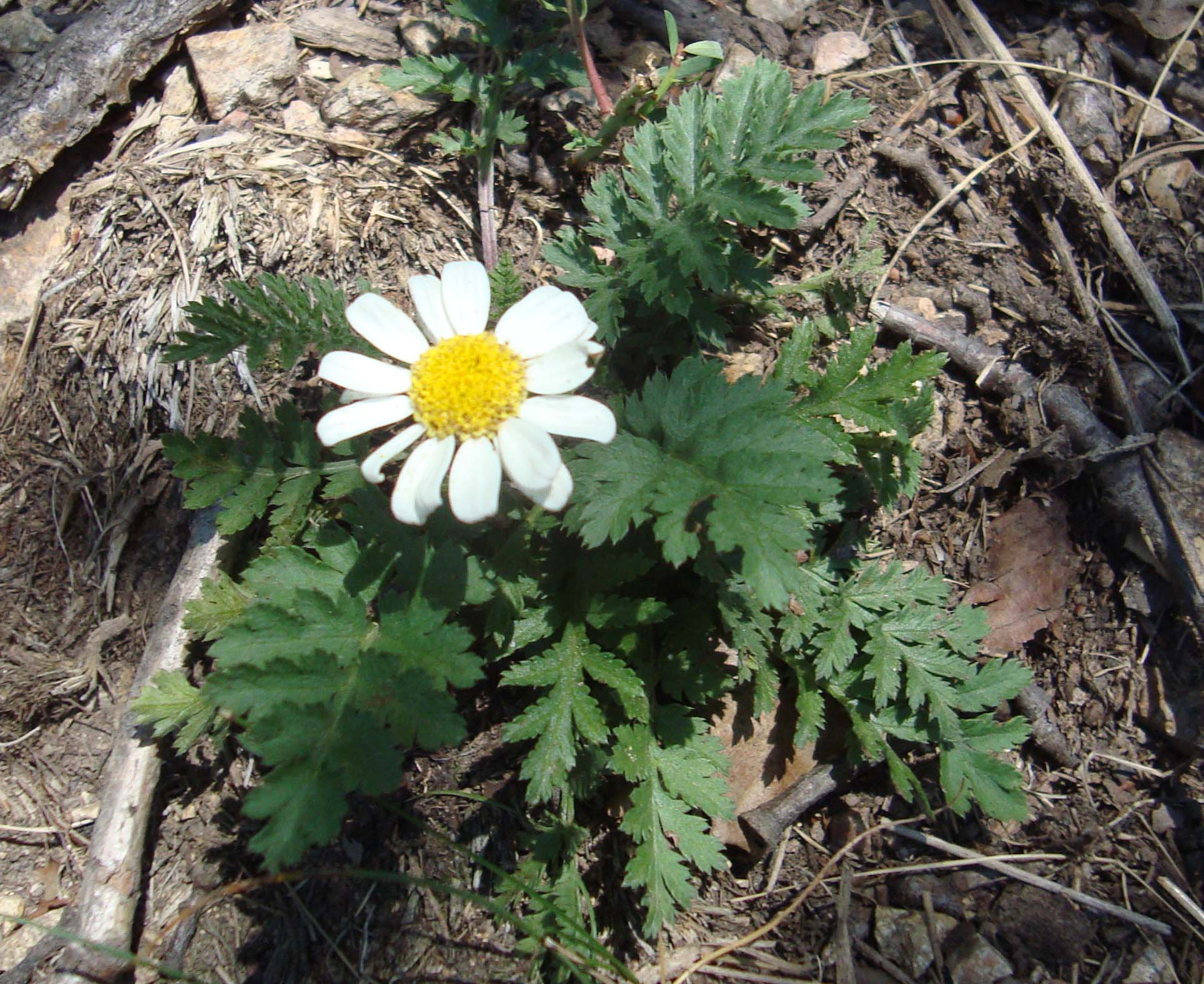

Piretro (Pyrethrum) era um gênero de várias plantas do Velho Mundo agora classificadas como Crisântemo ou Tanacetum (por exemplo, C. coccineum) que são cultivadas como plantas ornamentais. O piretro continua a ser usado como um nome comum para plantas anteriormente incluídas no gênero Pyrethrum. 